# Orljava
Orljava är ett vattendrag i Kroatien. Det ligger i den östra delen av landet, 160 km sydost om huvudstaden Zagreb.